# ブローニング・スーパーポーズド
ブローニング・スーパーポーズド(Browning Superposed)は、初期の中折式上下二連散弾銃。

## 概要
本銃は、銃の歴史に名を残す天才発明家ジョン・ブローニングが最後に設計した銃である。開発は1920年代初頭で、ジョンが自動式でない銃を設計するのは久々であった。ジョンはこの銃がどう製品化されるのかを見るためのベルギー旅行中、1926年11月26日に急死している。ジョンの死後、ベルギー旅行にも同行していた息子のヴァル・ブローニングにより、設計が完了した。
オリジナルが製造されたのは1931年から1939年で、当初より全てがベルギーのFNハースタルに製造委託された。プロダクション・グレードは、グレード1（ライトニング/スタンダード）、ピジョン、ダイアナ、ミダスであった。戦前モデルは12ゲージのみで、欧州における第二次世界大戦の激化とベルギーの戦いで連合国が敗北しFNハースタルもナチス・ドイツの占領下に置かれた事で生産中止となったが、1939年までに約17000挺が製造された。
第二次世界大戦後、スーパーポーズドは1948年より生産が再開された。1949年からは20ゲージモデルが追加され、1963年からはシリアルナンバーの割り振り規則の変更と共に28ゲージ、410ゲージモデルも追加された。その後数度のシリアルナンバーの割り振り規則変更を経ながら、最終的に1986年まで製造された。1963年以降は正確な総生産数の算出は困難になっているが、少なくとも1962年までに12万挺以上は製造されていた。
スーパーポーズドの名称は直訳すると重畳であり、銃身を「二本上下に重ね合わせる」という1923年に特許を取得した際のジョンのデザインスケッチに基づいている。翌1924年には閉鎖機構をより洗練された構造に改めたデザイン図の特許も取得し、この2つの特許がスーパーポーズドの原型となっている。スーパーポーズドは銃器の歴史上、大規模な商業的成功を収めた最初の上下二連方式の散弾銃である。上下二連方式自体は1909年にイギリスのボス・アンド・カンパニー、1920年に同じくイギリスのジェームス・パーディ・アンド・サンズといった、俗に「ロンドンガン」と呼ばれる超高級水平二連散弾銃を手掛ける工房により商品化がされていたが、これらは極めて高額な価格のメーカーであり、米国の庶民が手を出せるような代物ではなかった。ジョンはロンドンガンのメーカーが既に確立していた設計を踏襲するのではなく、より安価で頑丈な、全く新しい設計の銃を創り出すことを指向したが、ジョンはスーパーポーズドの引金と銃身切替機構の設計に苦慮し、結局その完成を見ぬまま世を去った為、息子のヴァルが残りの設計の多くを完成させた。
FNハースタルとヴァル・ブローニングの間で委託生産契約が成立すると、スーパーポーズドのプロトタイプは1920年代後半には完成し、1928年には欧州市場向けの限定的な出荷が行われ、1931年には米国市場向けのグレードIの大量生産が開始された。スーパーポーズドは1931年から1939年までは上下の銃身を独立して撃ち分ける為の二本の引金(両引き)のみがラインナップされていたが、ヴァル・ブローニングはスーパーポーズドの為に通常の完全独立型の両引き引金とは別に、両引きで有りながら前後それぞれの引金のどちらを選択しても、その引金を二度連続して引くことで上下の銃身を連続発射できるという革新的な「ツイン-シングル・トリガー(二連単引き引金)」を設計して1931年に米国特許を取得、1933年よりオプションとして選択を可能とした。ツイン-シングル・トリガー仕様のスーパーポーズドは当時のスポーツシューターの間で人気を博したが、構造が複雑すぎた為に1939年より単一の引金(単引き)で上下の銃身を切り換えて射撃できるよう、安全装置と一体化した銃身切替器(バレルセレクター)に置き換えられた。なお、ツイン-シングル・トリガーは戦後の日本製の散弾銃でも採用例があり、ミロク製作所によるOEM供給が行われていた川口屋林銃砲火薬店(KFC)のKFC LVシリーズ水平二連にて、「初矢から二の矢を前引金で。後引金からさきにも引ける両単引。」という触れ込みで採用されたモデルがKFC LV-DSとして両引のLV、単引のLV-Sと共に販売されていた。
閉鎖機構は開閉レバーと連動する幅広のロッキングボルトが銃身のダボと水平方向に噛み合う、水平二連銃の機構に準じた構造で、銃身上部側にクロスボルトなどの機構は用いられていない。撃鉄は機関部内蔵型(無鶏頭)で、撃鉄ばねは当時の中折式散弾銃や二連小銃の主流であった松葉ばねではなく、ジョンが開発した自動火器や反復式小銃の多くで採用実績があり、安価で折損の危険性も低いコイルスプリングを全面採用した。開閉レバーを操作して銃身を中折れさせた際に、撃鉄のコッキングと自動式エキストラクターによる薬莢の排出が同時に行われる。これらの一連のアクションを行うリンケージアームは機関部の底面に配置されており、銃身を中折れさせた際には機関部底面にヒンジを開けたような特徴的な孔が現れる。このような構造は可動機構が機関部の下部に集中するため、低重心が実現出来る反面、機関部底面の開口部が大きくなる為に強度の面で不安があるとされている。しかし良質な鋼と高い製造技術、革新的な機構を有したスーパーポーズドは、1931年の世界恐慌の後の不況に対応して大きな値下げを断行したことにより、1934年より売り上げが倍増していき、米国市場に於いてそれまで主流であった水平二連式散弾銃を瞬く間に凌ぐ人気を獲得した。
スーパーポーズドは事実上、今日もクレー射撃に於いては支配的な地位を占めている上下二連方式の始祖ともいえる銃であり、故に今日の上下二連散弾銃とも極めて近い外見を有しているが、テイクダウン構造では明確な相違点がみられる。今日の大多数の上下二連散弾銃は、テイクダウンの際に先台を銃本体から取り外して中折れさせる事で銃身と機関部を分離できるという、元折単身銃や水平二連銃とほぼ同じ構造が踏襲されているが、スーパーポーズドは先台のラッチレバーを起こした後、先台を前進させてから銃身を中折れさせることで銃身と機関部の分離が行える構造で、先台を銃身から取り外す必要が無かった。
しかし、このような構造はフィールドストリップの際の先台の紛失や置き忘れ、猟場を移動中の脱落といったリスクが無い反面、一般的な「先台を分離する構造の上下二連散弾銃」よりも本質的な製造コストが高価であり、欧州全体の労働コストの上昇からFNハースタルでの製造では価格競争力の維持が困難となっていった。ブローニング・アームズにおいては、本来はスーパーポーズドは上下二連散弾銃の看板商品であったが、1966年より日本のミロク製作所と技術提携を行い、1973年にスーパーポーズドをベースにテイクダウン構造をより一般的な「先台を分離する方式」に改めたブローニング・シトリを開発。スーパーポーズドの廉価版とも言えるシトリの量産体制をミロク製作所に集約した事で、スーパーポーズドの位置付けはブローニング・アームズの普及品から最高級品へと変化した。現在もミロクが製造を続けるシトリと、ジョンが発明したスーパーポーズドの相違点は先台の構造など数点しか無く、ジョンの元設計が如何に洗練されていたかを如実に示すものとなっている。
1977年、ブローニング・アームズは量産品としてのスーパーポーズド(グレードI)を製品カタログから削除し、完全な受注生産品(グレードII)へと移行させた。スーパーポーズドという名称の散弾銃の生産は1986年で終了したが、ベルギーのFNハースタルではスーパーポーズドの直接の後継品としてFNブローニング上下二連散弾銃の受注製造が継続されている。FNブローニングはスーパーポーズドと同様のテイクダウン構造を有しており、AからDまでのグレード分けが行われている。その中でも日本で知名度が高いのは、1988年に登場しFNブローニングの中ではクレー射撃専用銃の高級品として比較的製造数の多かったFNブローニング・B25と、3ピース構造の先台を有する最高級品のFNブローニング・D5Gであろう。
スーパーポーズドの名跡を継ぐFNブローニング上下二連は、今日のクレー射撃の世界ではイタリアのピエトロ・ベレッタやペラッツィの遙か後塵を拝しているが、米国では現在でも上下二連散弾銃の最高峰としての格式を維持し続けているという。